# Шибаев, Александр Александрович (хоккеист)
Александр Александрович Шибаев (род. 18 апреля 1987, Москва) — российский хоккеист, нападающий. Мастер спорта России.

## Биография
Сын футболиста и игрока в мини-футбол Александра Шибаева. Воспитанник СДЮШОР «Крылья Советов», тренер Сергей Яцунов. Начинал играть в команде «Крылья Советов-2» в сезоне 2003/04 первой лиги. В сезоне 2005/06 высшей лиги дебютировал в составе «Крылья Советов», с которыми вышел в Суперлигу. В 2008 году перешёл в клуб КХЛ ХК МВД. Со следующего сезона стал играть за ТХК в высшей лиге. После произошедшего в 2010 году объединения ХК МВД с московским «Динамо» стал играть в ВХЛ за фарм-клуб «Динамо» Тверь, перед сезоном 2011/12 переехавшим в Балашиху. Единственный матч провёл за «Динамо» в КХЛ 26 марта 2013 года в третьей игре финала Западной конференции против СКА (4:2); в этом сезоне «Динамо» выиграло Кубок Гагарина. Начав сезон 2015/16 в ТХК, затем провёл 13 матчей в КХЛ за «Витязь». Играл в клубах ВХЛ «Рубин» Тюмень и «Спутник» Нижний Тагил (2016/17), «КРС Хэйлунцзян» (2017/18), «Торпедо» Усть-Каменогорск и «Чэнтоу» (2018/19). Завершил карьеру в команде чемпионата Украины «Днепр» Херсон (2019/20).
Окончил РГУФКСМиТ (2009). С 2021 года — тренер в академии «Динамо Солнцево» (Москва).